# بلفيق
بِلِّفِيق (بالإسبانية: Velefique)‏ بلدية تقع في مقاطعة المرية. والنسبة إليها بِلِّفِيقِيّ. جنوب شرق إسبانيا. يبلغ عدد سكانها 216 نسمة. من أعلامها ابن الحاج البلفيقي، قاضٍ وشاعرٌ أندلسي.

## وصلات خارجية
- (بالإسبانية)